# Akakij (biskup tverský)
Svatý Akakij (14. března 1482 – 14. ledna 1567, Tver) byl ruský duchovní Ruské pravoslavné církve a biskup tverský.

## Život
Narodil se 14. března 1482.
O raných letech Akakije nemáme informace. Podle synodiku Volokolamského monastýru byl jeho otcem kněz Vasilij a matka přijala mnišství se jménem Iulia.
Ve Volokolamském monastýru byl postřižen na monacha. Postřihnul jej zakladatel monastýru Josef Volocký.
Roku 1517 se stal archimandritou Vozmiščenského volokolamského monastýru.
Dne 30. března 1522 ho metropolita moskevský Daniil jmenoval biskupem tverským. Po vysvěcení se s ostatními biskupy přimluvil u knížete Vasilije III. za knížete Vasilije Vasiljeviče Šujského. Roku 1531 se pod jeho dohled dostal vyhoštěný Maxim Grek. Ten se těšil Akakijově úctě.
Roku 1550 metropolita moskevský Makarij odešel za carem Ivanem IV. Hrozným, který byl na tažení. Správa ruské církve byla svěřena arcibiskupu rostovskému Nikadru a Akakijovi.
Od roku 1564 byl Akakij velmi nemocný. Zemřel 14. ledna 1567 v monastýru Žjoltikov. Podle své vůle byl pohřben v monastýru Zesnutí přesvaté Bohorodice vedle svatého biskupa Arsenije. Pohřeb vykonal 26. ledna biskup rjazaňský Filofej.